# You Won't Go Before You're Supposed To
You Won't Go Before You're Supposed To es el tercer álbum de estudio de la banda estadounidense de metalcore Knocked Loose. Fue lanzado a través de Pure Noise Records el 10 de mayo de 2024 y producido por Drew Fulk. Es el primer álbum de la banda que presenta al guitarrista rítmico Nicko Calderón.

## Lanzamiento y promoción
La banda anunció el álbum y su lanzamiento el 10 de mayo de 2024. El sencillo principal, "Blinding Faith", se lanzó el 27 de febrero de 2024.
El segundo sencillo, "Don't Reach For Me", se lanzó el 3 de abril de 2024.
El tercer sencillo, "Suffocate" con Poppy, se lanzó el 23 de abril de 2024.

## Lista de canciones
| N.º | Título                                                           | Duración |  |
| 1.  | «Thirst»                                                         | 1:46     |  |
| 2.  | «Piece by Piece»                                                 | 2:51     |  |
| 3.  | «Suffocate» (con Poppy)                                          | 2:44     |  |
| 4.  | «Don't Reach for Me»                                             | 3:45     |  |
| 5.  | «Moss Covers All»                                                | 0:46     |  |
| 6.  | «Take Me Home»                                                   | 2:15     |  |
| 7.  | «Slaughterhouse 2» (con Chris Motionless de Motionless in White) | 3:03     |  |
| 8.  | «The Calm That Keeps You Awake»                                  | 2:41     |  |
| 9.  | «Blinding Faith»                                                 | 2:51     |  |
| 10. | «Sit & Mourn»                                                    | 4:46     |  |

## Posicionamiento en lista
| Lista (2024)                         | Posición |
| ------------------------------------ | -------- |
| Alemania (Offizielle Top 100)        | 16       |
| Australia (ARIA)                     | 14       |
| Austria (Ö3 Austria)                 | 16       |
| Bélgica (Ultratop Flandes)           | 82       |
| Escocia (Scottish Albums Chart)      | 7        |
| Reino Unido (UK Albums Chart)        | 43       |
| Reino Unido (UK Independent Albums)  | 5        |
| Reino Unido (UK Rock & Metal Albums) | 1        |
| US Billboard 200                     | 23       |

## Personal
Knocked Loose
- Bryan Garris - voz principal
- Isaac Hale - guitarra principal, coros
- Nicko Calderón - guitarra rítmica, coros
- Kevin Otten - bajo
- Kevin "Pacsun" Kaine - batería

Músicos adicionales
- Poppy: voz (pista 3).
- Chris "Motionless" Cerulli: voz (pista 7).